# Preàmbul de la Constitució dels Estats Units
El Preàmbul de la Constitució dels Estats Units és una breu declaració introductòria de principis declaratius i introductius fonamentals de la Constitució dels Estats Units. Estableix uns termes i objectius generals que els tribunals utilitzen com a referència fidel de les intencions dels anomenats pares fundadors dels Estats Units sobre el sentit de la Constitució i del que esperaven que aquesta havia d'aconseguir.

## Text
El text del preàmbul diu així:
| « | (català) Nosaltres, el poble dels Estats Units, per tal de formar una Unió més perfecta, establir justícia, assegurar la tranquil·litat interior, proveir per a la defensa comuna, promoure el benestar general i assegurar per a nosaltres i per a la nostra posteritat els beneficis de la llibertat, establim i sancionem aquesta Constitució per als Estats Units d'Amèrica. | (anglès) We the People of the United States, in Order to form a more perfect Union, establish Justice, insure domestic Tranquility, provide for the common defence, promote the general Welfare, and secure the Blessings of Liberty to ourselves and our Posterity, do ordain and establish this Constitution for the United States of America. | » |

## Anotacions
Tècnicament, el preàmbul de la Constitució dels Estats Units no dona poders a entitats dins del govern federal; no obstant això, la Cort Suprema ha citat el preàmbul en consideració a la història, intent i sentit de diverses clàusules que se segueixen en la Constitució. Com Joseph Story va dir en els seus Commentaris, "El seu ofici veritable és exposar la naturalesa, extensió i aplicació de les [paraules perdudes] que estan conferides per la Constitució, i no crear-les."
La frase "Nosaltres, el poble" és d'importància singular, puix que estipula que el poder i l'autoritat del govern federal dels Estats Units d'Amèrica no prové dels diversos estats o el poble dels diversos estats, sinó d'una entitat que està identificada com el Poble dels Estats Units d'Amèrica, amb la Constitució servint com un compacte o contracte entre el Poble dels Estats Units d'Amèrica, els diversos estats, i la nova entitat: el govern federal dels Estats Units d'Amèrica. La importància d'aquest llenguatge resideix en la idea que el govern no derivi el seu poder solament dels diversos estats.
Aquest es va convertir en un gran tema de contenció durant la crisi d'Anul·lació i durant la Guerra Civil dels Estats Units.